# İsmayıl İbrahimli
İsmayıl Xalid oğlu İbrahimli (ur. 13 lutego 1998 w Baku) – azerski piłkarz  grający na pozycji ofensywnego pomocnika. Od 2018 jest zawodnikiem klubu Qarabağ FK.

## Kariera klubowa
Swoją karierę piłkarską İbrahimli rozpoczął w klubie AZAL PFK Baku. W sezonie 2015/2016 awansował do kadry pierwszego zespołu i 23 sierpnia 2015 zadebiutował w jego barwach w Premyer Liqası w przegranym 0:2 domowym meczu z Qarabağiem FK. W AZAL grał przez rok i w 2016 roku przeszedł do drugoligowego MOİK Bakı, w którym spędził dwa sezony.
Latem 2018 roku İbrahimli przeszedł Qarabağu FK. Swój debiut w nim zanotował 18 sierpnia 2018 w zwycięskim 2:0 wyjazdowym spotkaniu z Səbailem Baku. W sezonach 2018/2019 i 2019/2020 wywalczył z Qarabağem dwa tytuły mistrza Azerbejdżanu, a w sezonie 2020/2021 został z nim wicemistrzem kraju.
| Sezon   | Klub          | Kraj        | Rozgrywki         | Mecze | Gole |
| ------- | ------------- | ----------- | ----------------- | ----- | ---- |
| 2015/16 | AZAL PFK Baku | Azerbejdżan | Premyer Liqası    | 1     | 0    |
| 2016/17 | MOİK Bakı     | Azerbejdżan | Birinci Divizionu | 2     | 0    |
| 2017/18 | MOİK Bakı     | Azerbejdżan | Birinci Divizionu | 24    | 5    |
| 2018/19 | Qarabağ FK    | Azerbejdżan | Premyer Liqası    | 3     | 0    |
| 2019/20 | Qarabağ FK    | Azerbejdżan | Premyer Liqası    | 17    | 4    |
| 2020/21 | Qarabağ FK    | Azerbejdżan | Premyer Liqası    | 25    | 0    |

## Kariera reprezentacyjna
İbrahimli grał w młodzieżowych reprezentacjach Azerbejdżanu na szczeblach U-19 i U-21. W reprezentacji Azerbejdżanu zadebiutował 13 października 2020 w zremisowanym 0:0 meczu Ligi Narodów 2020/2021 z Cyprem, rozegranym w Baku.